# District (Suède)
Certaines communes de Suède sont divisées en districts ou districts urbains, auxquels est parfois affecté un conseil d'administration responsable de certains domaines de la gouvernance sur son territoire. 
Ces districts ne sont pas mentionnés dans la loi suédoise mais sont créés individuellement par les municipalités ; les noms suédois de ces districts varient donc grandement d'une commune à l'autre, parmi lesquels on peut trouver kommundelar, stadsdelar, stadsdelområden, primärområden ou encore stadsdelsnämndsområden. De même, le degré d'autonomie administrative de ces districts est assez variable ; il est généralement très limité.